# Bukcheong sajanoreum

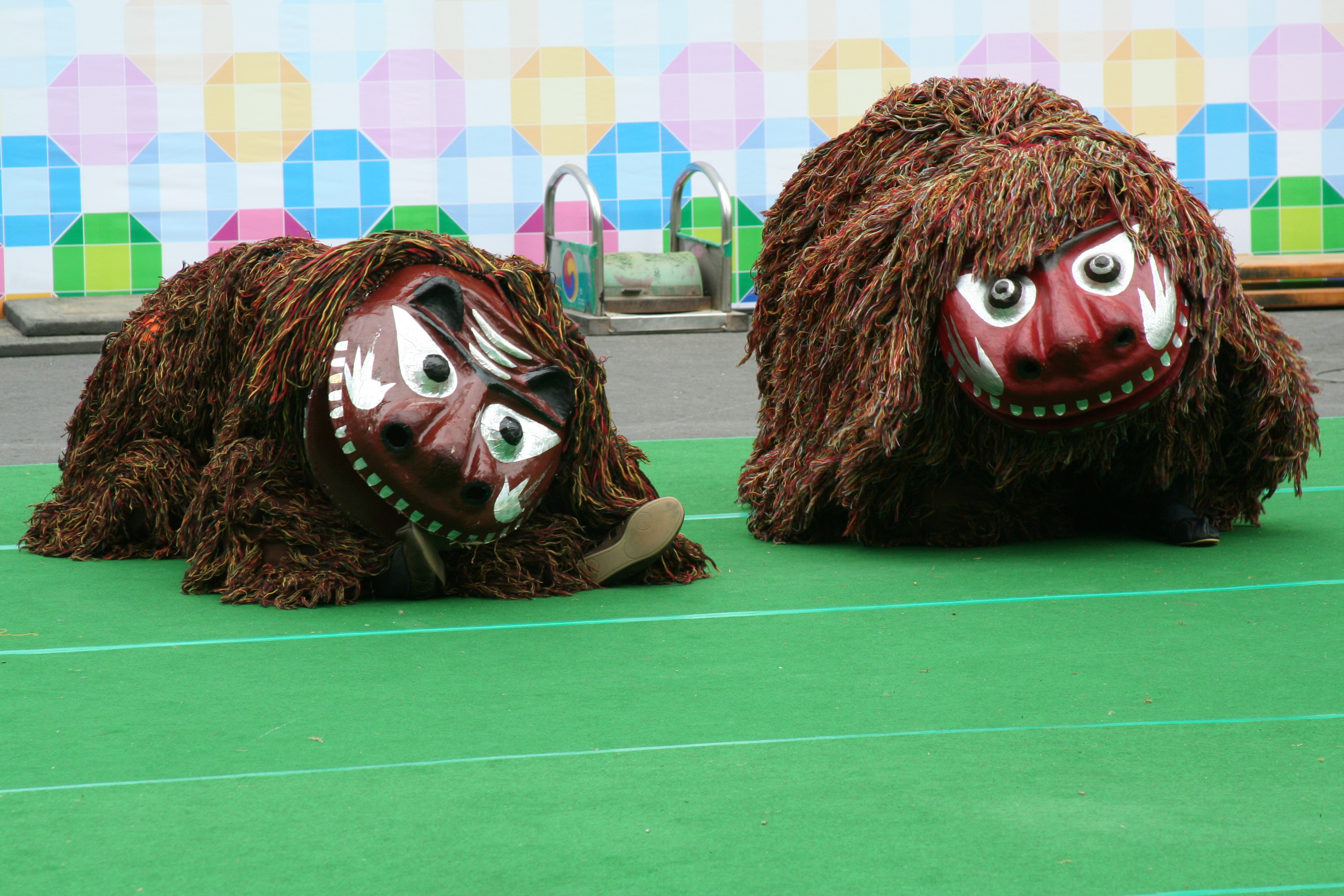
Bukcheong sajanoreum

Le Bukcheong sajanoreum (chosŏn’gŭl : 사자 놀음 , hanja : 北靑獅子 놀음) est une danse traditionnelle coréenne ayant lieu 15 jours après le nouvel an. Le Bukcheong sajanoreum est le 15ème bien culturel immatériel important de la Corée, il est joué dans le comté de Pukch'ŏng, en Corée du Nord.

## Description
Le Bukcheong sajanoreum consiste à danser avec un masque de lion. Il a pour origine la croyance populaire selon laquelle le lion à le pouvoir de chasser les fantômes pervers et apporter la paix.